# 玛利亚·切莱斯特撞击坑
玛利亚·切莱斯特（英語：Maria Celeste）是金星上的一个撞击坑，以纪念 伽利略·伽利莱的女儿玛利亚·切莱斯特。

## 参阅
1. ↑  Basilevsky, Alexander T.; Head, James W.  (PDF). Journal of Geophysical Research (American Geophysical Union). 2002, 107 (E8): 5061  [2019-12-07]. Bibcode:2002JGRE..107.5061B. doi:10.1029/2001JE001584. （原始内容 (PDF)存档于2013-01-29）.
2. ↑   (PDF).   [2014-01-19]. （原始内容存档 (PDF)于2013-01-29）.